# Vectorprojectie
In de lineaire algebra is vectorprojectie de loodrechte projectie in een euclidische ruimte van een vector op een andere. De vector wordt ontbonden in een component langs de andere vector en een component loodrecht daarop. De vectorprojectie vindt een toepassing in de gram-schmidtmethode voor het bepalen van een orthonormale basis in een vectorruimte.

## Methode
De loodrechte projectie van de vector {\displaystyle \mathbf {x} } op de vector {\displaystyle \mathbf {y} } in een euclidische ruimte is de vector:
{\displaystyle \mathbf {x} _{//}={\frac {\langle \mathbf {x} ,\mathbf {y} \rangle }{\langle \mathbf {y} ,\mathbf {y} \rangle }}\ \mathbf {y} =\langle \mathbf {x} ,\mathbf {e} _{y}\rangle \ \mathbf {e} _{y}}
Daarin is {\displaystyle \langle \cdot ,\cdot \rangle } het standaardinproduct, {\textstyle \mathbf {e} _{y}=\mathbf {y} /\left\|\mathbf {y} \right\|} de eenheidsvector in de richting van {\displaystyle \mathbf {y} }, en {\displaystyle \left\|\mathbf {y} \right\|={\sqrt {\langle \mathbf {y} ,\mathbf {y} \rangle }}} de lengte van {\displaystyle \mathbf {y} }.
Het verschil van {\displaystyle \mathbf {x} } en de projectie van {\displaystyle \mathbf {x} } op {\displaystyle \mathbf {y} },
{\displaystyle \mathbf {x} _{\perp }=\mathbf {x} -\mathbf {x} _{//}}
is een vector loodrecht op {\displaystyle \mathbf {y} }. Er geldt immers:
{\displaystyle \langle \mathbf {x} -{\frac {\langle \mathbf {x} ,\mathbf {y} \rangle }{\langle \mathbf {y} ,\mathbf {y} \rangle }}\ \mathbf {y} ,\mathbf {y} \rangle =\langle \mathbf {x} ,\mathbf {y} \rangle -\langle {\frac {\langle \mathbf {x} ,\mathbf {y} \rangle }{\langle \mathbf {y} ,\mathbf {y} \rangle }}\ \mathbf {y} ,\mathbf {y} \rangle =\langle \mathbf {x} ,\mathbf {y} \rangle -{\frac {\langle \mathbf {x} ,\mathbf {y} \rangle }{\langle \mathbf {y} ,\mathbf {y} \rangle }}\langle \mathbf {y} ,\mathbf {y} \rangle =0}
De vector {\displaystyle \mathbf {x} } is dus ontbonden in de twee onderling orthogonale componenten, in {\displaystyle \mathbf {x} _{//}} in de richting van {\displaystyle \mathbf {y} } en {\displaystyle \mathbf {x} _{\perp }} loodrecht op {\displaystyle \mathbf {y} }:
{\displaystyle \mathbf {x} =\mathbf {x} _{//}+\mathbf {x} _{\perp }}